# كيو (فرقة موسيقية)
كيو (بالفرنسية: KYO)‏ فرقة روك فرنسية. في عام 1994 ، التقى الأخوين فلوريان وفابيان دوبوس (Fabien & Florian Dubos) مع زميلين لهما في ذات المدرسة بينوا بوهير (Benoît Poher) ونيكولا شاسانيي (Nicolas Chassagne) في كلية نوتردام في فيرنوي سور سين (إيفلين)، لتأسيس فرقة روك، لعشقهم المشترك لنيرفانا، ساوند جاردن، راديوهيد، بيرل جام وغيرهم، واسم الفرقة مستوحى من شخصية المانغا اليابانية Kyo Kusanagi البطل الرئيسي في سلسلة من ألعاب القتال The King of Fighters. الأربعة شاركوا في الحفلات ثم المدرسة، والمهرجانات وتحدث في قاعات منطقة باريس، ولكن دون جدوى.
في عام 1997 ، والتقوا بـ Yves Michel Akle وحصلوا على أول عقد مع سوني، وأول ظهور كبير لهم كان في حفلة ديفيد هاليداي.
فرقة كيو أصدرت ألبومها الأول تحمل اسم الفرقة Kyo وبيع منه 40 ألف تسخة. وفي يناير/كانون الثاني 2003، صدر الألبوم الثاني Le Chemin، وباع أكثر من مليون نسخة، وكان في استقبال جيد للجولة التالية. في فبراير 2004 أصدرت دي في دي، Kyosphère ، تبعه جولة.
في أواخر ديسمبر 2004، أصدرت ألبوم جديد مع مبيعات حوالي 500,000 نسخة.